# Stefan Molyneux
Stefan Basil Molyneux (Athlone, 24 de septiembre de 1966) es un nacionalista blanco, teórico de la conspiración y podcaster canadiense. Es el fundador del sitio web Freedomain Radio.
Molyneux es descrito como una figura destacada del movimiento de extrema derecha por Politico y The Washington Post, y como ultraderechista por The New York Times. Antes de que su canal fuese baneado por incitaciones al odio, tenía casi un millón de suscriptores en YouTube.
Molyneux trabajó anteriormente en la industria del software , escribió nueve artículos para el sitio web personal del libertario Lew Rockwell e hizo apariciones en Press TV, InfoWars y RT.

## Biografía

### Primeros años
Nacido en Irlanda, criado en Londres, pero no fue hasta los 11 años que decidió instalarse en Canadá, del cual obtiene su nacionalidad. Molineux Asistió al Glendon College de la Universidad de York en Toronto, actuó en el Theatre Glendon y fue miembro de la Debating Society. Luego asistió a la Escuela Nacional de Teatro de Canadá en Montreal. En 1991, a la edad de 25 años, Molyneux recibió una licenciatura en historia de la Universidad McGill. Recibió una maestría en historia de la Universidad de Toronto en 1993.

### Carrera
A principios de 1995, Molyneux y su hermano Hugh fundaron Caribou Systems Corporation, un proveedor de software de bases de datos ambientales con sede en Toronto. La empresa se vendió en 2000.
Molyneux inició un podcast llamado Freedomain Radio (FDR) en 2004. Durante los siguientes 13 años, creó más de 1000 podcasts y vídeos. Mientras tanto, Molyneux escribió nueve artículos para el sitio web personal de Lew Rockwell en 2005 y fue narrador en 2011 y 2012 para el grupo de expertos del Instituto Mises, que Rockwell fundó. En 2010, Molyneux apareció en el programa de Press TV On the Edge presentado por Max Keizer, y participó por primera vez en el programa InfoWars de Alex Jones al año siguiente. En ese año y 2012 apareció en el programa de RT Adam vs. the Man, conducido por el libertario Adam Kokesh.
En 2014, Molyneux, que se ha pronunciado por la abolición de los derechos de autor, utilizó la DMCA para eliminar varios vídeos de un canal de YouTube que se burlaban de las acciones y declaraciones de Molyneux.
En julio de 2018, Molyneux y la activista política canadiense Lauren Southern realizaron una gira por Australia, visitando las ciudades de Sydney y Melbourne. Allí, menospreció la cultura aborigen australiana anterior a la colonización, calificándola de «muy violenta», restándole importancia a las masacres perpetradas contra los aborígenes, diciendo que la toma europea de Australia había sido menos violenta que otras tomas similares, y que los colonos «estaban tratando de detener el infanticidio y las violaciones masivas». En ese periodo, Molyneux solicitó una visa de viaje para visitar Nueva Zelanda y realizar una gira de conferencias con Southern. El Ministro de Inmigración, Iain Lees-Galloway, describió sus opiniones como «repugnantes», pero dijo que cumplían con los requisitos de carácter inmigratorio y autorizaron su entrada. Ambos no habían asegurado un lugar, ya que el Ayuntamiento de Auckland había cancelado su reserva inicial, citando preocupaciones de salud y seguridad. No obstante, tuvieron inconvenientes para hallar un lugar donde hacer conferencias, por lo que cancelaron la gira en ese país. Incluso la primera ministra Jacinda Ardern dijo que «Nueva Zelanda es hostil a las opiniones de los oradores» y «creo que verán por la reacción que han tenido por parte de los neozelandeses que sus opiniones no son las que comparte este país, y Estoy bastante orgulloso de eso».
Un mes después, el Alcalde de Auckland Phil Goff tuiteó que las sedes del Consejo no deberían utilizarse para «provocar tensiones étnicas o religiosas» y que «no tenemos ninguna obligación» de proporcionar un lugar para el discurso de odio. Por estar de acuerdo con la cancelación, la colíder del Partido Verde neozelandés, Marama Davidson, recibió amenazas de muerte. Davidson añadió que «Aotearoa no apoya sus mensajes de racismo, odio y especialmente de supremacía blanca».
En noviembre de 2019, PayPal suspendió la cuenta de Molyneux. Anteriormente había recibido donaciones a través del servicio. Las acciones de PayPal se produjeron después de que el grupo activista Sleeping Giants hiciera campaña para que fuera destituido, citando las actitudes intolerantes de Molyneux, incluida su promoción de teorías de conspiración antisemitas relacionadas con los medios. En enero de 2020, Molyneux publicó un vídeo en el que pedía dinero a sus seguidores y se quejaba de que no podría encontrar un empleo regular. Más tarde ese mes, la plataforma de marketing por correo electrónico Mailchimp suspendió la cuenta de Molyneux, que utilizaba para enviar su boletín.
El canal de YouTube de Molyneux fue prohibido el 29 de junio de 2020, junto con los supremacistas blancos David Duke y Richard B. Spencer, por violar las políticas de la plataforma contra el discurso de odio promulgadas el año anterior. Molyneux dijo que se trataba de un «esfuerzo sistémico y coordinado» en el que YouTube había «acaba de suspender la conversación filosófica más grande que el mundo haya conocido». Molyneux financia sus esfuerzos a través del apoyo de los oyentes. Su cuenta de Twitter fue suspendida permanentemente el 8 de julio de 2020 por violar las políticas, aunque fue reestablecida en enero de 2023 gracias a la adquisición de la plataforma por parte de Elon Musk.
En diciembre de 2020, el informe de la Comisión Real de Investigación de Nueva Zelanda reveló que el autor de los atentados de Christchurch había donado 138,89 dólares australianos al podcast Freedomain Radio de Molyneux. El informe también encontró que el pensamiento del terrorista «se vio afectado por lo que se dijo en las comunidades en línea de extrema derecha y otro material de extrema derecha que encontró en Internet», algunos de los cuales incluían contenido de Molyneux.

## Puntos de vista

### Supremacía blanca y teorías conspirativas
Molyneux, un célebre supremacista blanco, es uno de los defensores de la teoría de la conspiración del genocidio blanco, entrevistando a varios defensores sudafricanos de la teoría en sus podcasts. En 2017, afirmó que la película Star Wars: Episodio VIII - Los últimos Jedi tiene un subtexto oculto sobre la persecución de los blancos y predijo la «cuasi extinción» de los mismos «en un futuro no muy lejano». Indicó además que «a los blancos no se les permite tener una historia de la cual estar orgullosos, no se les permite tener preferencias dentro del grupo, lo que lleva al 'fin de un linaje'. Es el fin de una historia. Es el fin de la cultura».  Molyneux ha declarado que «los negros son colectivamente menos inteligentes».
Molyneux se describe a sí mismo como un anarcocapitalista. Según el Southern Poverty Law Center (SPLC), Molyneux utilizó inicialmente el sitio web de Freedomain Radio «para amplificar sus puntos de vista sobre la ideología anarcocapitalista, el ateísmo, la filosofía, el antiestatismo, la pseudoterapia y el antifeminismo». El SPLC también afirmó que las opiniones de Molyneux se volvieron políticamente más extremas y racializadas alrededor de 2013 o 2014, cuando su ideología cambió para incluir el pensamiento de extrema derecha y etnonacionalista. El SPLC lo describe como un «comentarista de Internet y presunto líder de una secta que amplifica el 'racismo científico', la eugenesia y el supremacismo blanco a una nueva y masiva audiencia» y que «[Stefan Molyneux] opera dentro de la llamada 'derecha alternativa' racista. y filas pro-Trump». Dio su apoyo a Donald Trump del Partido Republicano estadounidense y a Marine Le Pen de la Agrupación Nacional francesa, así como al político holandés Geert Wilders, durante sus campañas electorales en 2016 y 2017.
Ha sido descrito por The Independent como un provocador al que «se le ha permitido promover una agenda racista, transfóbica, misógina e islamófoba en varias plataformas, pero ha comenzado a ver cómo sus ingresos disminuyen», al tiempo que incluye un tuit suyo en el que afirma que no es un «nacionalista blanco» en respuesta a haber sido excluido de una plataforma popular.
También es negacionista del cambio climático, al que calífica de «farsa».

## Vida personal
Molyneux reside en Mississauga, Ontario. Su esposa, Christina Papadopoulos, es psicológa.